# The Monks
The Monks est un groupe américain de garage rock, originaire de Gelnhausen, en Allemagne de l'Ouest. Gary Burger, Dave Day, Eddie Shaw, Larry Clark et Roger Johnston, sont à l’origine cinq GI américains basés à Gelnhausen en 1963. Après leur sortie de l’armée, ils restent en Allemagne où ils forment un groupe d’abord appelé The Torquays, puis The Monks, et jouent sur les scènes locales, notamment à l’Odéon Keller à Heidelberg.
Ils enregistrent et sortent en 1966, chez Polydor Allemagne, l'album Black Monk Time qui contient 12 titres où les rythmes tribaux et les riffs agressifs font bon ménage avec le banjo à six cordes de Dave Day. Ils adoptent une image de circonstance : entièrement habillés de noir avec une corde nouée autour du cou, complétée, comme le nom du groupe l’exige, par une tonsure de moine. Ils continuent de tourner dans les clubs locaux, acquérant un groupe de fans fidèles qui n’hésitent pas adopter leur coiffure et à se vêtir de capes noires.
Après deux ans sans succès réel, ils décident de se séparer juste avant une tournée prévue au Viêt Nam, alors en pleine guerre, et rentrent aux États-Unis. En 1994, la maison de disques Infinite Zero ressort leur album de 1966 en CD aux États-Unis et un renouveau d’intérêt pour le groupe se développe. Ils décident alors de se reformer pour quelques concerts en 1999. En 2006, ils font l'objet du documentaire Monks: The Transatlantic Feedback, accompagné d'un album de reprises, Silver Monk Time.

## Biographie

### Débuts (1963–1964)
Les Monks se forment à la fin 1963, par les GI américains Gary Burger (guitare solo, chant), Larry Clark (claviers), Eddie Shaw (basse), et Dave Day (guitare rythmique), aux côtés d'un civil allemand simplement nommé Hans (batterie) ; ils deviennent un quintette nommé Torquays, un nom inspiré par l'admiration de Burger pour le morceau instrumental à succès Torquay des Fireballs. Burger et Day sont membres d'un ancien duo appelé Rhythm Rockers, qui recrutera ensuite Clark et Hans pour affiner leur son,. Peu après, Shaw auditionne pour le groupe et est accepté à contre-cœur par Burger. Shaw, musicien de jazz à ses heures perdues, est recruté comme bassiste dans l'urgence, plutôt que pour son expérience avec l'instrument, qui se limitait à un simple passe-temps. Le groupe commence à jouer, près de sa base militaire de Gelhausen, un mélange de rock and roll américain des années 1950, et quelques morceaux originaux écrits par Burger et Day pour le personnel de la base,.
Après avoir découvert le groupe au Maxim Club, le chasseur de talents Hans Reich réussit à convaincre les Torquays de rester en Allemagne alors que leur carrière de militaire arrive à terme,. Pendant une brève période, le groupe fait appel au chanteur Zack Zachariah et au batteur Bob Rose ; cependant tous deux, loin de la fin de leur service militaire, sont forcés de quitter les Torquays lorsque ces derniers sont libérés de leurs obligations. Burger résout rapidement le problème en faisant appel au batteur Roger Johnston, qui solidifie la formation du groupe. Alors que les Torquays commencent à répéter, Burger enregistre un single avec un studio indépendant de Heidelberg. Le single, accompagné des morceaux There She Walks et Boys Are Boys, est pressé à 500 exemplaires à la fin 1964, vendus par Clark pendant les performances. Les sessions du single sont ensuite incluses dans la compilation Five Upstart Americans.
À la fin 1965, les Torquays commencent à résider au Rio Bar de Stuttgart, expérimentant des instruments électroniques,. C'est pendant ces répétitions au Rio Bar que le style avant-gardiste du groupe — un mélange de vagues abrasives de feedback et de distorsion à haute fréquence — commence à émerger dans sa forme primitive. Sentant le potentiel de ce style, une équipe de management allemande, composée de Carl Remy, Walter Niemann, Gunther et Kiki Neumann, signent les Torquays. Pendant les premières sessions avec l'équipe, le groupe décide de se rebaptiser les Monks,.

### Expérimentation et album (1965–1966)
Sous la supervision de leur équipe de management, les Monks répètent sans relâche afin de peaufiner leur style plus rythmique. Le groupe s'équipe de nouveaux instruments et accessoires et réalisent leurs objectifs : une fuzz box Maestro (et aussi une pédale wah-wah) pour Burger, un floor tom pour Johnston, et un banjo à six cordes pour Day,,.
En septembre 1965, les Monks enregistrent de nouveaux morceaux qu'ils présenteront à Polydor Records. Cependant, Polydor reste sceptique quant à la signature du groupe, jusqu'à ce qu'il joue au Top Ten Club de Hambourg, lieu où les Beatles avaient suscité l'intérêt quelques années auparavant,. Les cinq membres abandonnent leurs coupes Beatlesque pour des tonsures et un look non-conformistes et menaçants,. L'image des Monks est accueillie d'une manière mitigée par le public. Les plus jeunes seront attirés par leur étrange apparence, mais les leaders conservateurs se retrouvent offusqués voire furieux accusant le groupe de blasphèmes.
Polydor Records est enfin prêt à parier sur l'approche radicale des Monks, et le groupe entre en studio à Cologne en novembre 1965. Les sessions d'enregistrement de l'album, intitulé Black Monk Time, amènent le groupe au bord de l'épuisement : aux sessions d'enregistrement programmées aux aurores s'ajoutaient leurs performances de nuit avec Bill Haley and His Comets. Ils font aussi face à un autre problème : les ressources limitées de leur réalisateur Jimmy Bowien, obligé de gérer les lourdes sonorités du groupe sur un simple magnétophone quatre pistes.
En mars 1966, Polydor Records publie Black Monk Time et le single Complication. L'approche musicale des Monks engendrera les prémices d'un sous-genre du punk rock,,. Un nombre de critiques et auteurs, comme Kelley Stoltz, Mike Stax, et Len Comaratta, créditent Burger pour l'invention du feedback,,. Lyriquement, Black Monk Time se caractérise par des paroles politiquement paranoïaques sur la Guerre du Viêt Nam, les relations amour-haine, et la société diabolisée pour ses imperfections.

### Nouvelle direction musicale (1966–1967)
La sortie de Black Monk Time est suivie par des événements de presse, des sessions photo avec Charles Paul Wilp, et d'une tournée de six mois dans les music-halls et bars à travers l'Allemagne de l'Ouest, orchestrée par le nouveau membre de leur équipe de management, Wolfgang Gluszczewski. Néanmoins, la tournée est uniquement consacrée aux Monks, et leur style abasourdit la nouvelle audience. L'album n'ayant pas été suffisamment vendu, Bowien exige du groupe de se populariser sur la vague « soft wave », en particulier sur le morceau Yellow Submarine des Beatles,. Même si la majeure partie du groupe refuse pour préserver son image, Day utilise l'occasion de présenter le morceau romantique Cuckoo au reste des Monks. Au retour du groupe au Top Ten Club, ils enregistrent Cuckoo et I Can't Get Over You.
Alors qu'ils jouent avec Jimi Hendrix Experience en mai 1967, des tensions internes surviennent. Le groupe se sépare en septembre 1967,.

## Discographie

### Albums studio
- 1965 : Black Monk Time (réédité en 1994)
- 1999 : Five Upstart Americans

### Album live et démo
- 2002 : Let's Start a Beat - Live from Cavestomp
- 2007 : Monks - Demo Tapes 1965

### Singles
- 1964 : There She Walks / Boys are Boys (The Torquays)
- 1966 : Complication / Oh, How to Do Now
- 1966 : I Can't Get Over You / Cuckoo
- 1967 : Love Can Tame the Wild / He Went Down to the Sea

## Film
- 2006 : Monks - The Transatlantic Feedback (réalisateurs : Lucia Palacios, Dietmar Post)